# Honduras na Letních olympijských hrách 2008
Honduras se účastnil Letních olympijských her 2008 a zastupovalo ho 25 sportovců v 5 sportech (23 mužů a 2 ženy). Vlajkonošem výpravy byl taekwondista Miguel Ferrera. Nejmladším z týmu byl fotbalista David Molina, kterému bylo v době konání her 20 let. Nejstarší z týmu byl fotbalista Carlos Pavón, kterému bylo v době konání her 34 let. Nikomu z výpravy se během her nepodařilo získat medaili.

## Disciplíny

### Atletika
Pro Rolanda Palaciose byla účast na olympijských hrách v Pekingu jeho olympijským debutem. V Pekingu startoval na v závodu mužů na 100 a 200 metrů. Jako první se 15. srpna konal závod na 100 m. Palacios v něm nastoupil do devátého rozběhu a s časem 10,49 sekundy v něm skončil na čtvrtém místě. Za třetím slovinským reprezentantem zaostal o 0,03 s a do čtvrtfinále nepostoupil.
Rozběhy v závodu mužů na 200 m se konaly v pondělí 18. srpna. Palacios nastoupil do čtvrtého rozběhu, ve kterém zaběhl čas 20,81 sekundy a ze třetího místa tak přímo postoupil do čtvrtfinále, které se konalo týž den. Ve čtvrtfinále svůj výkon z rozběhu nevylepšil a s časem 20,87 sekundy ve svém běhu skončil na nepostupovém 7. místě.
I pro atletku Jeimy Bernárdez byla účast v Pekingu její první olympijskou účastí. Startovala v ženském závodu na 100 m překážek, který proběhl 17. srpna. V něm nastoupila do čtvrtého rozběhu, ve kterém zaběhla čas 14,29 s. V rozběhu skončila osmá a do dalšího kola nepostoupila.
| Sportovec        | Disciplína     | Rozběh | Rozběh | Čtvrtfinále  | Čtvrtfinále  | Semifinále   | Semifinále   | Finále       | Finále       |
| Sportovec        | Disciplína     | Čas    | Pořadí | Čas          | Pořadí       | Čas          | Pořadí       | Čas          | Pořadí       |
| ---------------- | -------------- | ------ | ------ | ------------ | ------------ | ------------ | ------------ | ------------ | ------------ |
| Rolando Palacios | 100 m muži     | 10,49  | 4.     | nepostoupil  | nepostoupil  | nepostoupil  | nepostoupil  | nepostoupil  | nepostoupil  |
| Rolando Palacios | 200 m muži     | 20,81  | 3. Q   | 20,87        | 7.           | nepostoupil  | nepostoupil  | nepostoupil  | nepostoupil  |
| Sportovkyně      | Disciplína     | Rozběh | Rozběh | Čtvrtfinále  | Čtvrtfinále  | Semifinále   | Semifinále   | Finále       | Finále       |
| Sportovkyně      | Disciplína     | Čas    | Pořadí | Čas          | Pořadí       | Čas          | Pořadí       | Čas          | Pořadí       |
| Jeimy Bernárdez  | 100 m př. ženy | 14,29  | 8.     | nepostoupila | nepostoupila | nepostoupila | nepostoupila | nepostoupila | nepostoupila |

### Fotbal
Honduraská národní fotbalová reprezentace do 23 let se na olympijské hry kvalifikovala svým vítězstvím na CONCACAF mužském předolympijském turnaji 2008 konaném ve Spojených státech mezi 11. a 23. březnem 2008. Trenérem honduraské fotbalové reprezentace na hrách v Pekingu byl Gilberto Yearwood. Na hrách v Pekingu byli honduraští fotbalisté zařazeni do skupiny D, ve které startovaly ještě týmy Kamerunu, Itálie a Jižní Koreji. První zápas proti Itálii se konal 7. srpna 2008, tedy již den před oficiálním zahajovacím ceremoniálem konaném 8. srpna. V zápasu Honduras inkasoval tři góly a zápas prohrál. Lépe se mu nevedlo ani v následujícím zápasu proti Kamerunu, který se odehrál 10. srpna. Zápas skončil 1:0 ve prospěch Kamerunu. Stejným výsledkem skončil i poslední zápas Hondurasu proti Jižní Koreji, který se konal 13. srpna. Se ziskem 0 bodů se umístil na posledním místě skupiny a do čtvrtfinále nepostoupil.

#### Soupiska
| # dresu | Pozice   | Hráč                 | Datum narození              | Góly | Klub                       |
| ------- | -------- | -------------------- | --------------------------- | ---- | -------------------------- |
| 1       | gólman   | Hernández, Kevin     | 21. prosince 1985 (22 let)  | 0    | CD Victoria                |
| 2       | obránce  | Arzu, Quiarol        | 3. března 1985 (23 let)     | 0    | Platense FC                |
| 3       | obránce  | Molina, David        | 14. března 1988 (20 let)    | 0    | FC Motagua                 |
| 4       | obránce  | Caballero, Samuel    | 24. prosince 1974 (33 let)  | 0    | Čchang-čchun Ja-tchaj      |
| 5       | obránce  | Norales, Erick       | 2. listopadu 1985 (22 let)  | 0    | CD Marathón                |
| 6       | obránce  | Morales, Óscar       | 12. května 1986 (22 let)    | 0    | Real CD España             |
| 7       | záložník | Martínez, Emil       | 9. září 1982 (25 let)       | 0    | Šanghaj Greenland Šen-chua |
| 8       | záložník | Padilla, Rigoberto   | 1. září 1985 (22 let)       | 0    | Comayagua FC               |
| 9       | útočník  | Pavón, Carlos        | 9. října 1973 (34 let)      | 0    | Real CD España             |
| 10      | záložník | Núñez, Ramón         | 14. listopadu 1985 (22 let) | 0    | CD Olimpia                 |
| 11      | útočník  | Rodas, Luis          | 3. ledna 1985 (23 let)      | 0    | FC Motagua                 |
| 12      | záložník | Claros, Jorge        | 8. ledna 1986 (22 let)      | 0    | FC Motagua                 |
| 13 C    | záložník | Thomas, Hendry       | 23. února 1985 (23 let)     | 0    | CD Olimpia                 |
| 14      | útočník  | Bernárdez, Jefferson | 27. března 1987 (21 let)    | 0    | FC Motagua                 |
| 15      | útočník  | López, Luis          | 29. srpna 1986 (21 let)     | 0    | CD Marathón                |
| 16      | záložník | Sánchez, Marvin      | 2. listopadu 1986 (21 let)  | 0    | Platense FC                |
| 17      | obránce  | Álvarez, David       | 5. prosince 1985 (22 let)   | 0    | CD Marathón                |
| 18      | gólman   | Enamorado, Obed      | 15. září 1985 (22 let)      | 0    | CDS Vida                   |
| 20      | záložník | Delgado, Edder       | 20. listopadu 1986 (21 let) | 0    | Real CD España             |
| 21      | útočník  | Güity, José          | 19. května 1985 (23 let)    | 0    | CD Marathón                |

#### Výsledky
| Pořadí | Tým         | Z | V | R | P | VB | IB | RB | Body |
| ------ | ----------- | - | - | - | - | -- | -- | -- | ---- |
| 1.     | Itálie      | 3 | 2 | 1 | 0 | 6  | 0  | +6 | 7    |
| 2.     | Kamerun     | 3 | 1 | 2 | 0 | 2  | 1  | +1 | 5    |
| 3.     | Jižní Korea | 3 | 1 | 1 | 1 | 2  | 4  | -2 | 4    |
| 4.     | Honduras    | 3 | 0 | 0 | 3 | 0  | 5  | -5 | 0    |

| 7. srpna 2008 17:00 |        |                                                      | |
| Honduras            | 0 – 3  | Itálie                                               | Qinhuangdao Olympic Sports Center Stadium, Čchin-chuang-tao diváci: 21 680 rozhodčí: Damir Skomina (Slovenia) |
|                     | Report | Giovinco 41' Rossi 45' (pen.) Acquafresca 52' (pen.) | Qinhuangdao Olympic Sports Center Stadium, Čchin-chuang-tao diváci: 21 680 rozhodčí: Damir Skomina (Slovenia) |

| 10. srpna 2008 17:00 |        |          | |
| Kamerun              | 1 – 0  | Honduras | Qinhuangdao Olympic Sports Center Stadium, Čchin-chuang-tao diváci: 28 657 rozhodčí: Abdullah Al Hilali (Oman) |
| Mbia 74'             | Report |          | Qinhuangdao Olympic Sports Center Stadium, Čchin-chuang-tao diváci: 28 657 rozhodčí: Abdullah Al Hilali (Oman) |

| 13. srpna 2008 17:00 |        |          |                                                                                 |
| Jižní Korea          | 1 – 0  | Honduras | Shanghai Stadium, Šanghaj diváci: 34 160 rozhodčí: Michael Hester (New Zealand) |
| Kim Dong-Jin 23'     | Report |          | Shanghai Stadium, Šanghaj diváci: 34 160 rozhodčí: Michael Hester (New Zealand) |

### Plavání
V plavání Honduras reprezentovali dva sportovci, Javier Hernández Maradiaga startující na trati 200 m motýlek a Sharon Fajardo startující v závodu na 50 m volným způsobem. Pro oba byla účast na olympijských hrách v Pekingu jejich olympijskou premiérou.
Javier Hernández Maradiaga do svého závodu nastoupil 11. srpna 2008 v první rozplavbě. Zaplaval čas 2:02,23 a skončil ve své rozplavbě poslední. Celkově stačil jeho výkon na 42. místo a do semifinále nepostoupil.
Sharon Fajardo vstoupila do závodu na 50 m volným způsobem dne 15. srpna 2008. Startovala v páté rozplavbě, kterou svým časem 27,19 s vyhrála. Celkově tento čas stačil na 51. místo a postup do semifinále ji nezajistil.
| Sportovec                  | Disciplína             | Rozplavba | Rozplavba | Semifinále   | Semifinále   | Finále       | Finále       | Pořadí |
| Sportovec                  | Disciplína             | Čas       | Pořadí    | Čas          | Pořadí       | Čas          | Pořadí       | Pořadí |
| -------------------------- | ---------------------- | --------- | --------- | ------------ | ------------ | ------------ | ------------ | ------ |
| Javier Hernández Maradiaga | 200 m motýlek muži     | 2:02,23   | 4.        | nepostoupil  | nepostoupil  | nepostoupil  | nepostoupil  | 42.    |
| Sportovkyně                | Disciplína             | Rozplavba | Rozplavba | Semifinále   | Semifinále   | Finále       | Finále       |        |
| Sportovkyně                | Disciplína             | Čas       | Pořadí    | Čas          | Pořadí       | Čas          | Pořadí       |        |
| Sharon Fajardo             | 50 m volný způsob ženy | 27,19     | 1.        | nepostoupila | nepostoupila | nepostoupila | nepostoupila | 51.    |

### Taekwondo
Reprezentant Hondurasu v taekwondu a vlajkonoš výpravy během zahajovacího ceremoniálu Miguel Ferrera vstoupil do závodu taekwondistů do 80 kg dne 22. srpna 2008. V prvním kole se tento olympijský debutant postavil čínskému reprezentantovi Ču Kuovi, kterému v zápase podlehl a do dalších bojů nepostoupil. Celkově tak skončil na sdíleném 11. místě.
| Sportovec      | Disciplína    | 1/16             | Čtvrtfinále | Semifinále  | Opravy      | Bronzová medaile | Finále      | Finále      |
| Sportovec      | Disciplína    | Soupeř           | Soupeř      | Soupeř      | Soupeř      | Soupeř           | Soupeř      | Pořadí      |
| -------------- | ------------- | ---------------- | ----------- | ----------- | ----------- | ---------------- | ----------- | ----------- |
| Miguel Ferrera | Muži do 80 kg | Ču Kuo POHRA 1–3 | nepostoupil | nepostoupil | nepostoupil | nepostoupil      | nepostoupil | nepostoupil |

### Veslování
Pro Norberta Bernárdeze Ávilu byla účast na olympijských hrách v Pekingu jeho olympijským debutem. Startoval v závodu mužského skifu, který se konal 9. srpna 2008. Nastoupil ve třetí rozjížďce a s časem 9 minut 1 sekunda 27 setin sekundy se umístil na posledním šestém místě, čímž se vůbec nekvalifikoval do čtvrtfinále, ale rovnou do nemedailového semifinále F. V tomto semifinále 11. srpna přes zlepšení oproti rozjížďkám opět zajel ze čtyř startujících veslařů ve své jízdě nejhorší čas, 8 minut 29 sekund 65 setin sekundy, který jej poslal do nemedailového finále F. Ve finále F se postavil pouze keňskému reprezentantovi Matthew Lidaywu Mwangeovi. Bernárdez zajel čas 8:32,22 a za Keňanem zaostal o 39,63 sekundy. Celkově se tak z 32 startujících veslařů umístil na 31. místě, když překonal pouze argentinského reprezentanta Santiaga Fernándeze, který závod nedokončil.
| Sportovec                | Disciplína  | Rozjížďka | Rozjížďka | Čtvrtfinále | Čtvrtfinále | Semifinále | Semifinále | Finále  | Finále |
| Sportovec                | Disciplína  | Čas       | Pořadí    | Čas         | Pořadí      | Čas        | Pořadí     | Čas     | Pořadí |
| ------------------------ | ----------- | --------- | --------- | ----------- | ----------- | ---------- | ---------- | ------- | ------ |
| Norberto Bernárdez Ávila | mužský skif | 9:01,27   | 6. SE/F   | Bye         | Bye         | 8:29,65    | 4. FF      | 8:32,22 | 31.    |